# Rhinosimus borbonicus
Rhinosimus borbonicus es una especie de coleóptero de la familia Salpingidae.

## Distribución geográfica
Habita en la Isla Reunión.